# NIO EP9
NIO EP9 — двомісний електричний суперкар, що виготовлений китайською компанією NIO. Всього виготовлено 16 автомобілів.

## Опис
12 травня 2017 року гонщик Пітер Дамбрек за кермом Nio EP9 подолав Нюрбургринг за 6:45.90, встановивши рекорд для серійних автомобілів.
Кузов побудований навколо монокока з вуглеволокна, який важить всього лише 165 кг. Його жорсткість на кручення — до 30 000 Нм/град. Маса машини — 1735 кг.
Модель оснащена чотирма електромоторами загальною потужністю 1360 к.с. (1480 Нм) і здатна набирати першу сотню за 2,7 с, з нуля до 200 км/год вона прискорюється за 7,1 с, максимальна швидкість — 313 км/год.
Вартість електричного купе Nio EP9 становить $ 1,48 млн. Автомобіль встановив рекорд на трасі Circuit of the Americas в Остіні (2:40.33), встановлений в безпілотному режимі.